# Ute-Henriette Ohoven

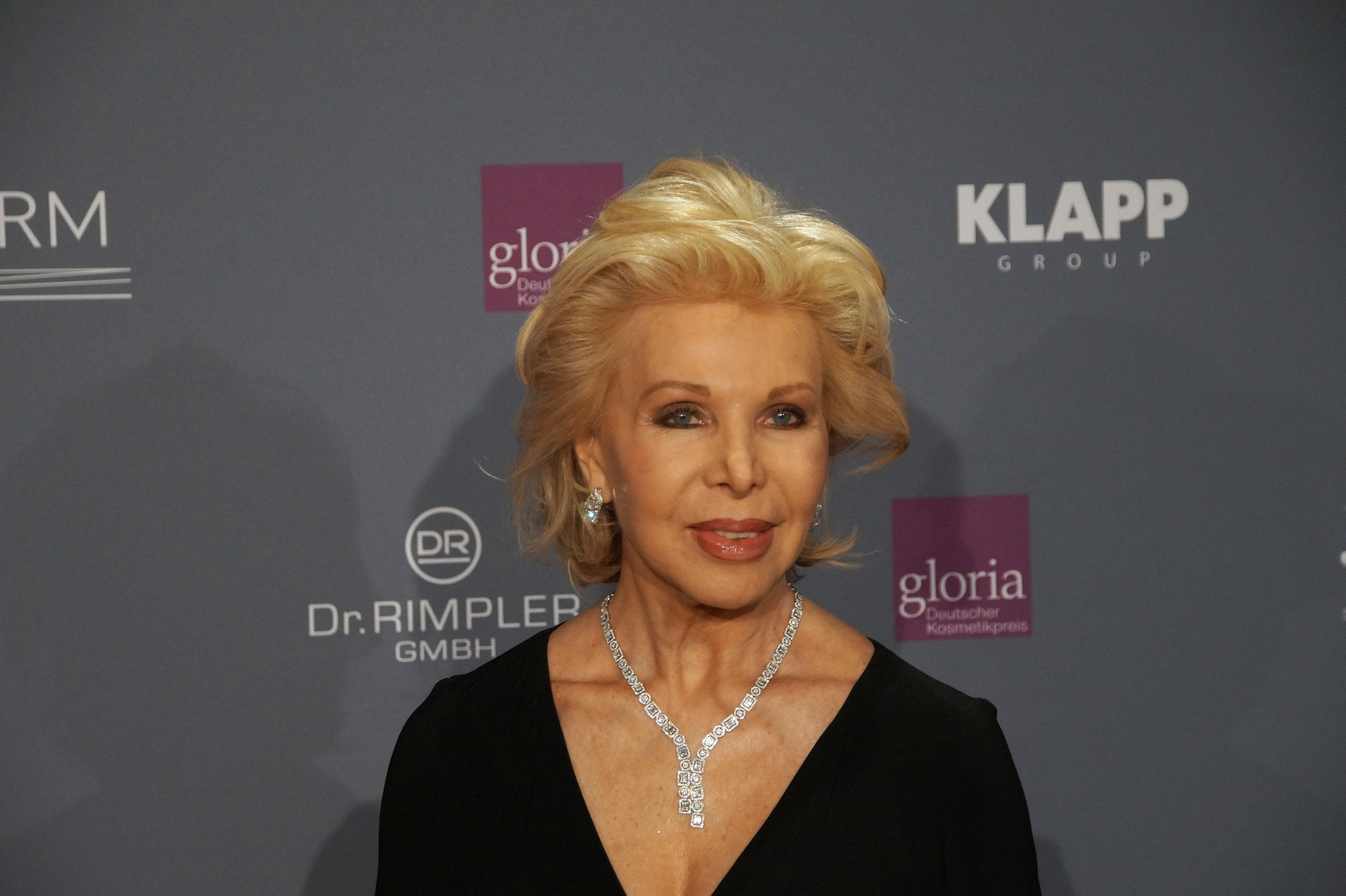
Ute Ohoven (2016)

Ute-Henriette Ohoven (* 10. März 1946 in Tübingen als Ute-Henriette Ulmer) ist Sonderbotschafterin der UNESCO und Gründerin der YOU Stiftung – Bildung für Kinder in Not, einer gemeinnützigen Organisation mit Sitz in Düsseldorf.

## Leben

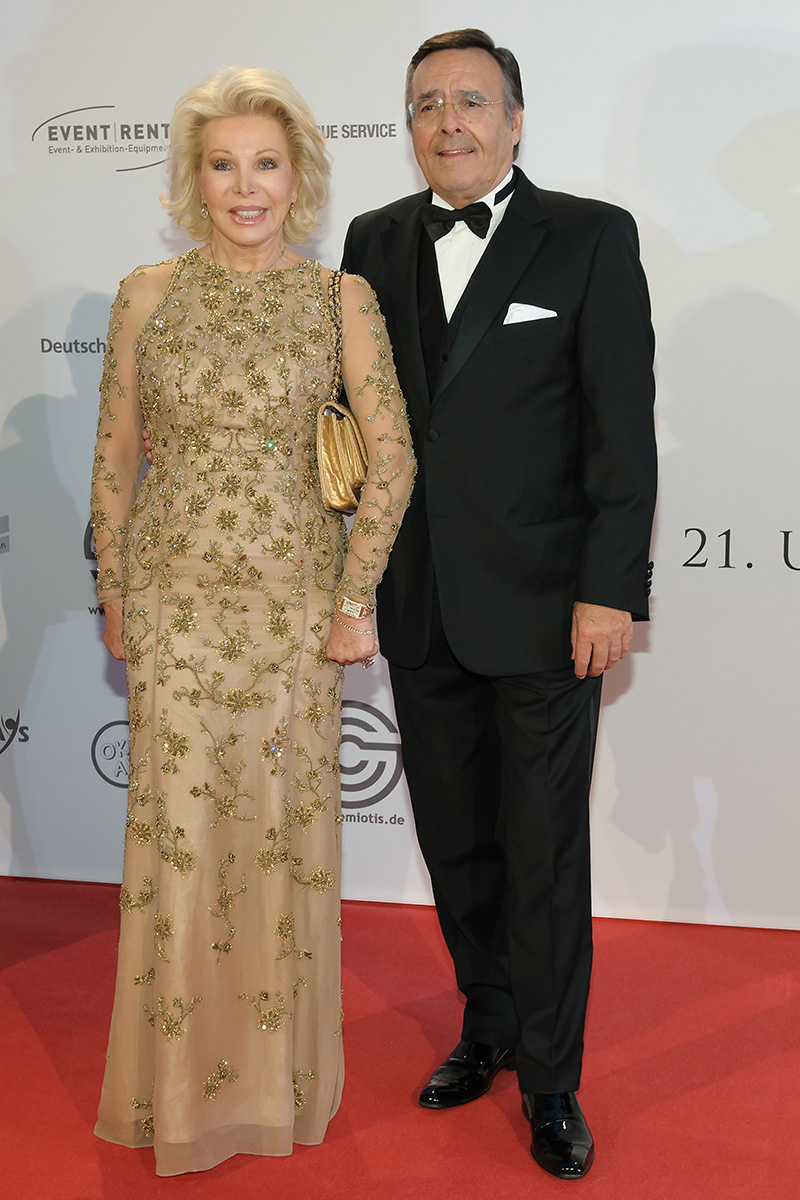
Ute Ohoven mit ihrem Ehemann Mario (2012)

Ohoven ist eine Tochter des Textilfabrikanten Manfred Johannes Ulmer (1920–1993) und dessen Ehefrau Judith Margarethe Ulmer. Sie wuchs mit sechs Geschwistern auf, legte die mittlere Reife ab und absolvierte dann eine Schneiderlehre im elterlichen Textilbetrieb SORA (1947–1986) in Spaichingen. Ohoven war in erster Ehe mit dem Industriellen Bernd Carlo Jerger verheiratet und bekam mit ihm zwei Kinder (Markus Jerger (* 1964), Unternehmer, und Claudia Jerger).
Ute-Henriette Ohoven war in zweiter Ehe bis zu dessen Tod 2020 mit dem Anlageberater Mario Ohoven verheiratet und hat mit ihm zwei Kinder, Michael (* 1974) und Chiara (* 1985). 
Bekannt wurde sie durch die Veranstaltung von aufwändigen Spendengalas zu Gunsten der UNESCO-Kinderhilfe, bei denen sie von 1992 bis 2002 rund 20 Millionen Euro gesammelt haben soll. 
Das brachte ihr die Beinamen „Mutter Teresa in Chanel“ und „Charity-Queen“ ein.

## Wirken
Ohoven ist in mehreren karitativen Organisationen tätig. So war sie aktiv an der Einrichtung des ersten Knochenmarkspender-Registers in Deutschland beteiligt. Daraufhin ernannte die UNESCO sie zur „Botschafterin des Guten Willens“. Kurz darauf wurde sie 1994 zur bis dahin einzigen Sonderbotschafterin der UNESCO ernannt und war für das Projekt „UNESCO – Bildung für Kinder in Not“ verantwortlich.
Am 3. Juni 2002 wurde Ohoven zur Präsidentin der ZNS – Hannelore Kohl Stiftung gewählt und bekleidete dieses Amt bis November 2011. In dieser Funktion trat sie die Nachfolge von Hannelore Kohl an. Im Juli 2009 kündigte Helmut Kohl an, alle Ämter in der Stiftung niederzulegen und begründete seinen Rückzug mit einer „unfreundlichen Übernahme“ der Stiftung durch Personen, die in keiner Beziehung zu seiner verstorbenen Frau standen. Laut Medienberichten zielte dies auf Präsidentin Ohoven. Seit 2010 ist Ohoven Ehrenpräsidentin der Hannelore Kohl Stiftung.
Ute-Henriette Ohoven ist Honorargeneralkonsulin der Republik Senegal für den Konsularbezirk Nordrhein-Westfalen und Niedersachsen.
Ihr Vater war Luftwaffenoberst der Reserve und Ehrensenator der Universität Konstanz. Er war bereits Konsul der Republik Senegal und ihre Mutter bis 10. Mai 1995 Honorargeneralkonsulin der Republik Senegal in Stuttgart.

## Ehrungen

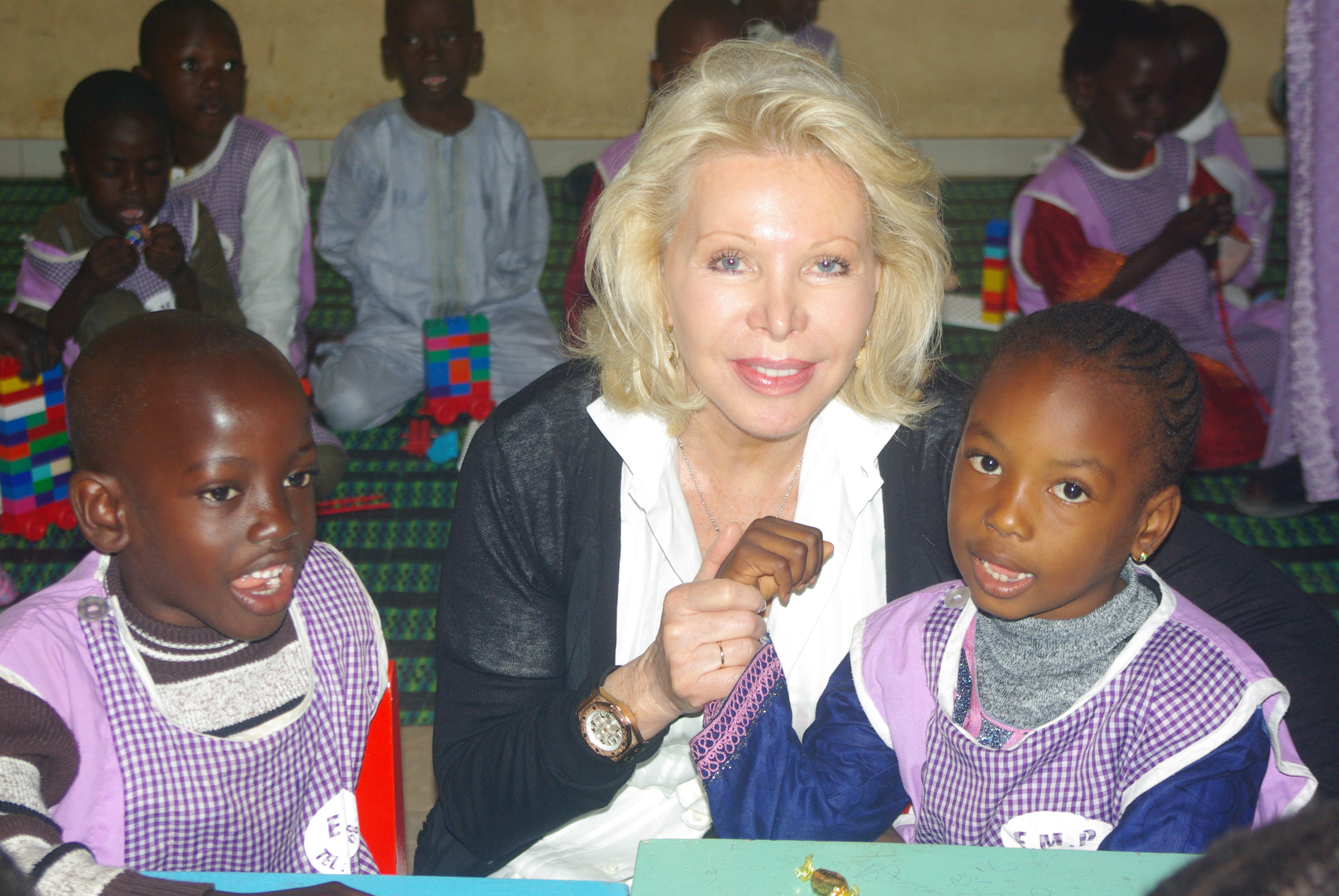
Ohoven als UNESCO-Sonderbotschafterin in der Grundschule Paracelles Assaines U24 im Senegal (2011)

- Verdienstkreuz am Bande des Verdienstordens der Bundesrepublik Deutschland  (16. Juli 1993)[23]
- Ehrendoktor der Pontifícia Universidade Católica de Minas Gerais (2002)
- Women’s World Award – World Charity Award (2004)[24]
- Verdienstorden des Landes Nordrhein-Westfalen (2004)[25][26]
- Höchster Orden des Landes Senegal
- Picasso-Medaille der UNESCO in Gold
- Ehrenbürgerin der Stadt Belo Horizonte, Brasilien
- Ehrenbürgerin der Stadt San Salvador, El Salvador